# Sonja Edström-Ruthström
Sonja Edström-Ruthström, född Sonja Viola Edström (folkbokförd Rutström) den 18 november 1930 i Luleå, död 15 oktober 2020 i Luleå, var en svensk längdskidåkare som tillhörde världseliten i slutet av 1950-talet och början av 1960-talet.

## Karriär (i urval)
Sonja Edström tog brons på damernas 10 kilometer vid OS 1956 i Cortina d'Ampezzo i Italien, vilket var damernas enda individuella gren inom längdskidåkning på den tiden. Hon var även med i Sveriges stafettlag som vann OS-brons vid samma spel. I OS 1960 i Squaw Valley i Kalifornien vann hon OS-guld i stafett tillsammans med Irma Johansson och Britt Strandberg.

### Säsongen 1956
”Trollet” från Luleå var i sitt livs form vintern 1956, men två orsaker gjorde att hon inte blev OS-drottning i Cortina. Först förfrös hon lilltån i december, vilket tvingade henne till ett träningsuppehåll. När det var dags för milloppet i Cortina så inföll det sig så illa med hennes mens och därmed blev hennes förmåga nedsatt. Hon var dock bara tolv sekunder från guld på 10 km, och hon blev därmed den första svenskan att ta en OS-medalj på skidor. Den stora prestationen gjorde hon dock i stafetten fyra dagar senare. När hon gav sig ut på slutsträckan låg Sverige två minuter och tio sekunder efter Sovjet. Sonja körde ifatt och förbi trean Norge och satte skräck i de finska och ryska flickorna. Sverige tog bronset och Sonja hade på slutsträckan slagit finskan med 1.17 och ryskan med 1.50. Hemkommen från OS vann Sonja Svenska Skidspelen med en marginal på 2.10, vann Holmenkollen med 1.43 och Lahtis med 1.33 (hon var den första att vinna alla tre lopp samma år). Säsongen 1956 vann hon femton av de arton tävlingar hon ställde upp i.
Den största triumfen kom vid OS 1960, då hon tillsammans med Irma Johansson och Britt Strandberg vann OS-guldet i stafett. Inom VM-sammanhang har hon två brons (1954 och 1958). Dessutom har hon tolv individuella SM-guld.

### Utmärkelser
Åren 1953, 1956 och 1957 tilldelades hon NSD-medaljen.